# Ihor Tanzjura

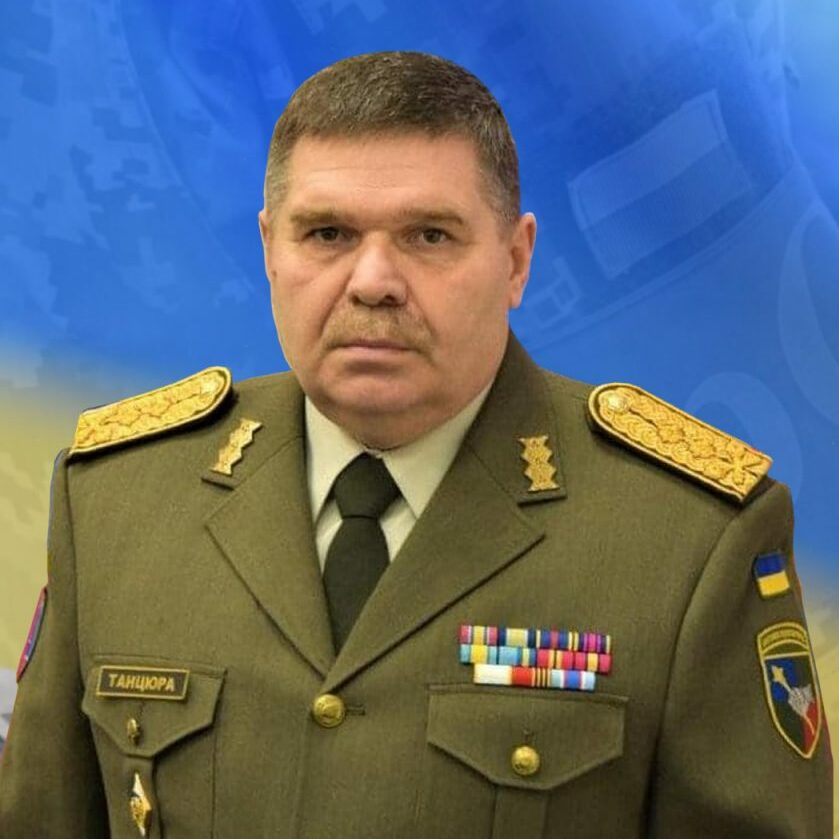
Ihor Tanzjura

Ihor Iwanowytsch Tanzjura (ukrainisch Ігор Іванович Танцюра; * 26. April 1967 in der Oblast Tschernihiw) ist ein ukrainischer Soldat. Der Generalmajor war vom 15. Mai 2022 bis 9. Oktober 2023 Befehlshaber der Territorialverteidigung der Ukraine.

## Leben
Seit 2013 war Tanzjura Leiter des 169. Ausbildungszentrums der Bodentruppen der Streitkräfte der Ukraine. Ab 2019 war er Stabschef und Erster Stellvertretender Befehlshaber der Gemeinsamen Streitkräfte und ab 2022 Stabschef und stellvertretender Befehlshaber der Bodentruppen der Streitkräfte der Ukraine. Am 15. Mai 2022 wurde er zum Befehlshaber der Territorialen Verteidigungskräfte der Streitkräfte der Ukraine ernannt.
Am 9. Oktober wurde er als Befehlshaber durch Anatoliy Barhylevych ersetzt.

## Auszeichnungen
- Bohdan-Chmelnyzkyj-Orden